# Església de Sant Martí (Riga)
L'Església de Sant Martí (en letó: Rīgas Mārtiņa luterāņu baznīca), és una església luterana a la ciutat de Riga, capital de Letònia, està situada al carrer Slokas, 34. És una església parroquial de l'Església Evangèlica Luterana de Letònia. L'església va ser consagrada el 1852 i dissenyada en estil neogòtic per Johann Felsko.